# João Lustosa da Cunha Paranaguá
João Lustosa da Cunha Paranaguá, 2.º Marquês de Paranaguá (Nossa Senhora do Livramento de Parnaguá, Piauí,  21 de agosto de 1821 – Rio de Janeiro, 9 de fevereiro de 1912) foi um magistrado e político brasileiro.
Governou as províncias do Maranhão (19 de outubro de 1858 a 20 de maio de 1859), Pernambuco (2 de agosto de 1865 a 6 de março de 1866) e Bahia (25 de março de 1881 a 5 de janeiro de 1882). Foi ministro em diversos gabinetes (ver Gabinete Ferraz, Gabinete Sinimbu e Gabinete Zacarias III) e presidente do Conselho de Ministros (Gabinete Paranaguá).

## Biografia
Nasceu na Fazenda Brejo do Mocambo, na antiga freguesia de Nossa Senhora do Livramento de Parnaguá (atual município de Parnaguá), Piauí. Filho do coronel José da Cunha Lustosa e de D. Ignácia Antônia dos Reis Lustosa, e neto do capitão-mor José da Cunha Lustosa e da paulista Helena Camargo de Sousa. Eram seus irmãos o Barão de Paraim e o Barão de Santa Filomena.
Formado pela Faculdade de Direito de Olinda em 1846, casou-se no ano seguinte, em Salvador, com Maria Amanda Pinheiro de Vasconcelos (Salvador, 3 de setembro de 1829 — Nova Friburgo, 20 de novembro de 1873), filha do Visconde de Monserrate, com quem teve seis filhos:
- José Lustosa da Cunha Paranaguá, Conde de Paranaguá, nascido em 28 de julho de 1855, casou-se com Matilde Simonard, filha de Pedro Simonard e Carolina Resse, e neta do Barão de São Vítor. Abolicionista, foi presidente das províncias do Amazonas e Santa Catarina, faleceu em 6 de janeiro de 1945.
- Joaquim Pinheiro Paranaguá, casou-se com Isabel Whitaker de Oliveira, de tradicional família paulista, filha do comendador Justiniano de Mello e Oliveira e neta do visconde do Rio Claro.
- Maria Amanda Lustosa Paranaguá, casou-se com Franklin Américo de Meneses Dória, Barão de Loreto.
- Maria Argemira de Paranaguá, casou-se com o desembargador Serafim Moniz Barreto.[2]
- Maria Francisca de Paranaguá, Condessa de Barral e Marquesa de Montferrat, casou-se com Horace-Dominique de Barral, Marquês de Montferrat e Conde de Barral, filho de Luísa Margarida de Barros Portugal, Condessa de Barral, Marquesa de Montferrat e Condessa da Pedra Branca, preceptora das Princesas Imperiais e figura de influência junto ao Imperador D. Pedro II.
- Ricardo Lustosa da Cunha Paranaguá, médico, nascido em 1864 e falecido em 1897, foi casado com Eulina de Abreu Vidal - de tradicional família paulista - nascida em 1874 e falecida em 1962. Eulina de Abreu Vidal era filha do deputado Joaquim José de Abreu Sampaio, irmã do senador Rafael de Abreu Sampaio Vidal e do deputado Bento de Abreu Sampaio Vidal.[3][4]

Desde cedo ocupou os cargos de juiz distrital, delegado de polícia em Salvador, secretário da Província da Bahia, juiz do Distrito de Petrópolis, juiz da 3ª Vara Cível da Corte, fazendo a sua carreira na magistratura até atingir o cargo de conselheiro (atual desembargador), em sua província natal, aposentando-se em 1878 com honras de Desembargador.
Foi deputado provincial pela província da Bahia (1848-1849). Foi deputado geral, representando a província do Piauí entre 1850 a 1864, nas 8ª e 13ª legislaturas, tomando posse em 21 de dezembro de 1849. Foi nomeado senador vitalício por Carta Imperial de 16 de janeiro de 1865, em diversas legislaturas entre 1865 a 1889, quando houve a queda do Império no Brasil. Tendo iniciado a vida política nas fileiras do Partido Conservador, tornou-se posteriormente um dos líderes do Partido Liberal.
Fez parte de vários gabinetes da Coroa:
- Ministro da Justiça - de 10 de agosto de 1859 a 3 de março de 1861 e de 3 de agosto a 27 de outubro de 1866 (Gabinete Ferraz);
- Ministro da Justiça, dos Estrangeiros e da Guerra - de 7 de outubro de 1866 a 16 de julho de 1868 (Gabinete Zacarias III);
- Ministro da Guerra - 1878 (Gabinete Sinimbu);
- Primeiro-ministro e ministro da Fazenda - de 3 de julho de 1882 a 24 de maio de 1883 (Gabinete Paranaguá);
- Ministro dos Estrangeiros - de 9 de dezembro de 1867 a 14 de abril de 1868 e de 6 de maio a 20 de agosto de 1885 (Gabinete Saraiva II).

Obs: Quando ocupou a Pasta da Guerra o país estava mergulhado no conflito com o Paraguai.
Além das atividades políticas teve intensa vida cultural, tendo presidido a "Sociedade de Geografia do Rio de Janeiro" desde 1883 e o Instituto Histórico e Geográfico Brasileiro, que presidiu de 1906 a 1907, além de ter sido membro efetivo e honorário de entidades similares.
Algumas de suas correspondências com o imperador D. Pedro II, de grande valor histórico, estão preservadas no Museu Imperial de Petrópolis.

### Títulos nobiliárquicos
Foi o segundo visconde (com grandeza), título concedido por decreto imperial em 18 de janeiro de 1882 e segundo marquês de Paranaguá. Grande do Império, veador de Sua Majestade a Imperatriz, comendador da Ordem de São Gregório Magno, dentre outras.
Foi agraciado com o título de marquês em 1888. Com a proclamação da República abandonou a atividade política.

## Governo da Bahia
Por menos de um ano esteve à frente do Governo da província, nomeado por carta imperial de 26 de fevereiro de 1881. Assumiu o governo a 23 de março daquele ano, ocupando-o até início do ano seguinte, quando assume o cargo de Primeiro-Ministro.

## Presidência do ministério
Foi primeiro-ministro no 26º gabinete, em 1882. Como ministro da Fazenda reduziu a emissão de papel-moeda e diminuiu os juros da dívida pública, pois quando ocupou o cargo de ministro da Guerra, o país se encontrava em guerra contra o Paraguai, obrigando o governo imperial emitir títulos da dívida pública para compensar os gastos com o conflito.